# Богатые дети, бедные родители
«Богатые дети, бедные родители», или «Тусовщики» (англ. Niños ricos, pobres padres) — мексиканский молодёжный телесериал, продукция телекомпании Telemundo, ремейк популярного американского сериала 1990-х годов Беверли-Хиллз, 90210.
«Тусовщики»  впервые вышли в эфир 7 июля на телеканале Telemundo, разделяя полноценный тв-час с сериалом El Rostro de Analía, время которого по финалу заняли полноценные серии «Niños Ricos».

## Сюжет
Алехандра Пас родилась в Соединенных Штатах. Всю свою жизнь она счастливо и скромно жила со своей матерь Лусией в Майами. Её мать прибыла в эту страну убегая от очень грустного прошлого, однако она никогда не решала миграционную ситуацию. Алехандра находится перед очень тяжелым выбором, тяжёлая ситуация её матери вынуждает их возвратиться в страну их происхождения — Колумбию.
Возвращение в родную страну сталкивает её с семьёй, которую Алехандра никогда не знала. Её мать происходит от богатой семьи и Алехандра, не ожидая этого, будет брошена в дорогой мир, очень отличительный от её раннего.
Алехандра будет учиться в самой лучшей школе страны. В эту школу приезжают дети самых богатых личностей — группы молодёжи, которые знают, что получат в наследство всё, но всё же хотят чего-то большего. Той же ночью, после прибытия в страну, Алехандра приглашена на вечеринку будущих приятелей по школе, чтобы отметить конец каникул. Она соглашается, не подозревая о скорой трагедии которая изменит её жизнь. Алехандра станет жертвой интриг её приятелей и узнает, как деньги влияют на достоинство и характер людей…

### Производство
Съёмки сериала проходят в Колумбии на студии RTI для Telemundo.

## Роли
В порядке значимости
| Исполнитель            | Персонаж                  | Значение персонажа                                                                            |
| ---------------------- | ------------------------- | --------------------------------------------------------------------------------------------- |
| Carmen Villalobos      | Алехандра Пас             | Главная героиня; добровольно депортирована в Мексику из США                                   |
| Aylin Mujica           | Вероника Риос Де ла Торре | Тётя Алехандры; родная сестра Лусии; мать Сантьяго; жена Роберто Торре; лучшая подруга Моники |
| Fabiola Campomanes     | Лусия Риос                | Мать Алехандры; депортирована в Мексику из США                                                |
| Juan Sebastian Caicedo | Эстебан Санмигель         | Злодей; бойфренд Исабеллы; сын Моники и Гильермо Санмигеля                                    |
| Aldemar Correa         | Давид Робледо             | Таксист; одноклассник Алехандры; влюблён в Алехандру                                          |
| Margarita Muñoz        | Исабелла Домингез         | Злодейка; девушка Эстебана; дочь Эдуардо                                                      |
| Carlos Arturo Buelvas  | Сантьяго Де ла Торре      | Двоюродный брат Алехандры; сын Вероники и Роберто Де ла Торре                                 |
| Monica Pardo           | Анаис Обрегон             | Лучшая подруга Алехандры                                                                      |
| Geraldine Zivic        | Моника Санмигель          | Злодейка; мать Эстебана; лучшая подруга Вероники; жена Гильермо Санмигеля                     |
| Juan Pablo Shuk        | Роберто Де ла Торре       | Дядя Алехандры; отец Сантьяго; муж Вероники                                                   |
| Johanna Bahamón        | Карина                    | Невеста Эдуардо; мачеха Исабееллы                                                             |
| Javier Jattin          | Матиас Кинтана            | Приятель Эстебана; насильник Алехандры                                                        |
| Gabriel Valenzuela     | Габриель Гранадос         | Садовник; лучший друг Давида; любовник Вероники                                               |
| Millie Ruperto         | Берта Робледо             | Мать Давида                                                                                   |
| Andrés Fierro          | Диего Агирре              | Друг Сантьяго; гомосексуалист; влюблён в Сантьяго                                             |